# Doleschallia nimbata
Doleschallia nimbata är en fjärilsart som beskrevs av Hans Fruhstorfer 1912. Doleschallia nimbata ingår i släktet Doleschallia och familjen praktfjärilar. Inga underarter finns listade i Catalogue of Life.